# Plexippus petersi
Plexippus petersi är en spindelart som först beskrevs av Karsch 1878.  Plexippus petersi ingår i släktet Plexippus och familjen hoppspindlar. Inga underarter finns listade i Catalogue of Life.